# Maksims Bogdanovs
Maksims Bogdanovs, ros. Maksim Bogdanow, Максим Богданов (ur. 2 stycznia 1989 w Dyneburgu) – łotewski żużlowiec.

## Życiorys

### Kariera sportowa
Brązowy medalista indywidualnych mistrzostw świata juniorów (2010), finalista mistrzostw Europy par (Herxheim 2013 – IV miejsce).

### Życie prywatne
Jest żonaty z Tatianą, z którą ma dwoje dzieci.

## Przynależność klubowa
Polska
- Lokomotīve Dyneburg (2005–2011; Łotwa)
- Wybrzeże Gdańsk (2012)
- Lokomotīve Dyneburg (2013–; Łotwa)

Szwecja
- Masarna Avesta (2009)

## Starty w Grand Prix (indywidualnych mistrzostwach świata na żużlu)

### Punkty w poszczególnych zawodachGrand Prix
| Sezon 2007          |                      |                         |                      |                                |                                |                          |                                 |                       |                       |                            |                          |         |         |         |         |         |         |         |         |         |         |        |        |        |        |        |        |        |        |        |        |        |
| GP Włoch – Lonigo   | GP Europy – Wrocław  | GP Szwecji – Eskilstuna | GP Danii – Kopenhaga | GP Wielkiej Brytanii – Cardiff | GP Czech – Praga               | GP Skandynawii – Målilla | GP Łotwy – Dyneburg             | GP Polski – Bydgoszcz | GP Słowenii – Krško   | GP Niemiec – Gelsenkirchen | miejsce                  | miejsce | miejsce | miejsce | miejsce | miejsce | miejsce | miejsce | miejsce | miejsce | miejsce | punkty | punkty | punkty | punkty | punkty | punkty | punkty | punkty | punkty | punkty | punkty |
| –                   | –                    | –                       | –                    | –                              | –                              | –                        | 2                               | –                     | –                     | –                          | 29                       | 29      | 29      | 29      | 29      | 29      | 29      | 29      | 29      | 29      | 29      | 2      | 2      | 2      | 2      | 2      | 2      | 2      | 2      | 2      | 2      | 2      |
| Sezon 2008          |                      |                         |                      |                                |                                |                          |                                 |                       |                       |                            |                          |         |         |         |         |         |         |         |         |         |         |        |        |        |        |        |        |        |        |        |        |        |
| GP Słowenii – Krško | GP Europy – Leszno   | GP Szwecji – Göteborg   | GP Danii – Kopenhaga | GP Wielkiej Brytanii – Cardiff | GP Czech – Praga               | GP Skandynawii – Målilla | GP Łotwy – Dyneburg             | GP Polski – Bydgoszcz | GP Włoch – Lonigo     | GP Finał – Bydgoszcz       | miejsce                  | miejsce | miejsce | miejsce | miejsce | miejsce | miejsce | miejsce | miejsce | miejsce | miejsce | punkty | punkty | punkty | punkty | punkty | punkty | punkty | punkty | punkty | punkty | punkty |
| –                   | –                    | –                       | –                    | –                              | –                              | –                        | 0                               | –                     | –                     | –                          | 30                       | 30      | 30      | 30      | 30      | 30      | 30      | 30      | 30      | 30      | 30      | 0      | 0      | 0      | 0      | 0      | 0      | 0      | 0      | 0      | 0      | 0      |
| Sezon 2017          |                      |                         |                      |                                |                                |                          |                                 |                       |                       |                            |                          |         |         |         |         |         |         |         |         |         |         |        |        |        |        |        |        |        |        |        |        |        |
| GP Słowenii – Krško | GP Polski – Warszawa | GP Łotwy – Dyneburg     | GP Czech – Praga     | GP Danii – Horsens             | GP Wielkiej Brytanii – Cardiff | GP Szwecji – Målilla     | GP Polski – Gorzów Wielkopolski | GP Niemiec – Teterow  | GP Sztokholmu – Solna | GP Polski – Toruń          | GP Australii – Melbourne | miejsce | miejsce | miejsce | miejsce | miejsce | miejsce | miejsce | miejsce | miejsce | miejsce | punkty | punkty | punkty | punkty | punkty | punkty | punkty | punkty | punkty | punkty |        |
| –                   | –                    | 8                       | –                    | –                              | –                              | –                        | –                               | –                     | –                     | –                          | –                        | 21      | 21      | 21      | 21      | 21      | 21      | 21      | 21      | 21      | 21      | 8      | 8      | 8      | 8      | 8      | 8      | 8      | 8      | 8      | 8      |        |

| Statystyki        | Statystyki |
| ----------------- | ---------- |
| Starty            | 3          |
| Zwycięstwa        | 0          |
| Miejsca na podium | 0          |
| Finalista         | 0          |
| Punkty            | 10         |